# (612794) 2004 PY107
(612794) 2004 PY107 est un objet transneptunien du groupe des cubewanos de magnitude absolue 6,2. 
Son diamètre est estimé à 200 km, ce qui pourrait le qualifier comme candidat au statut de planète naine.